# Dorynota
Dorynota là một chi bọ cánh cứng trong họ Chrysomelidae.
Chi này được miêu tả khoa học năm 1837 bởi Chevrolat in Dejean.

## Các loài
Các loài trong chi này gồm:
- Dorynota bidens (Fabricius, 1781)
- Dorynota boliviana Borowiec, 2005
- Dorynota matogrossoensis Borowiec, 2005
- Dorynota rileyi Borowiec, 1994
- Dorynota storki Borowiec, 2006
- Dorynota viridimetallica Borowiec, 2005
- Dorynota viridisignata (Boheman, 1854)